# Tim Conway
Thomas Daniel "Tim" Conway (født 15. december 1933 i Willoughby, Ohio, død 14. maj 2019 i Los Angeles, Californien) var en amerikansk komiker og skuespiller.